# 辽东

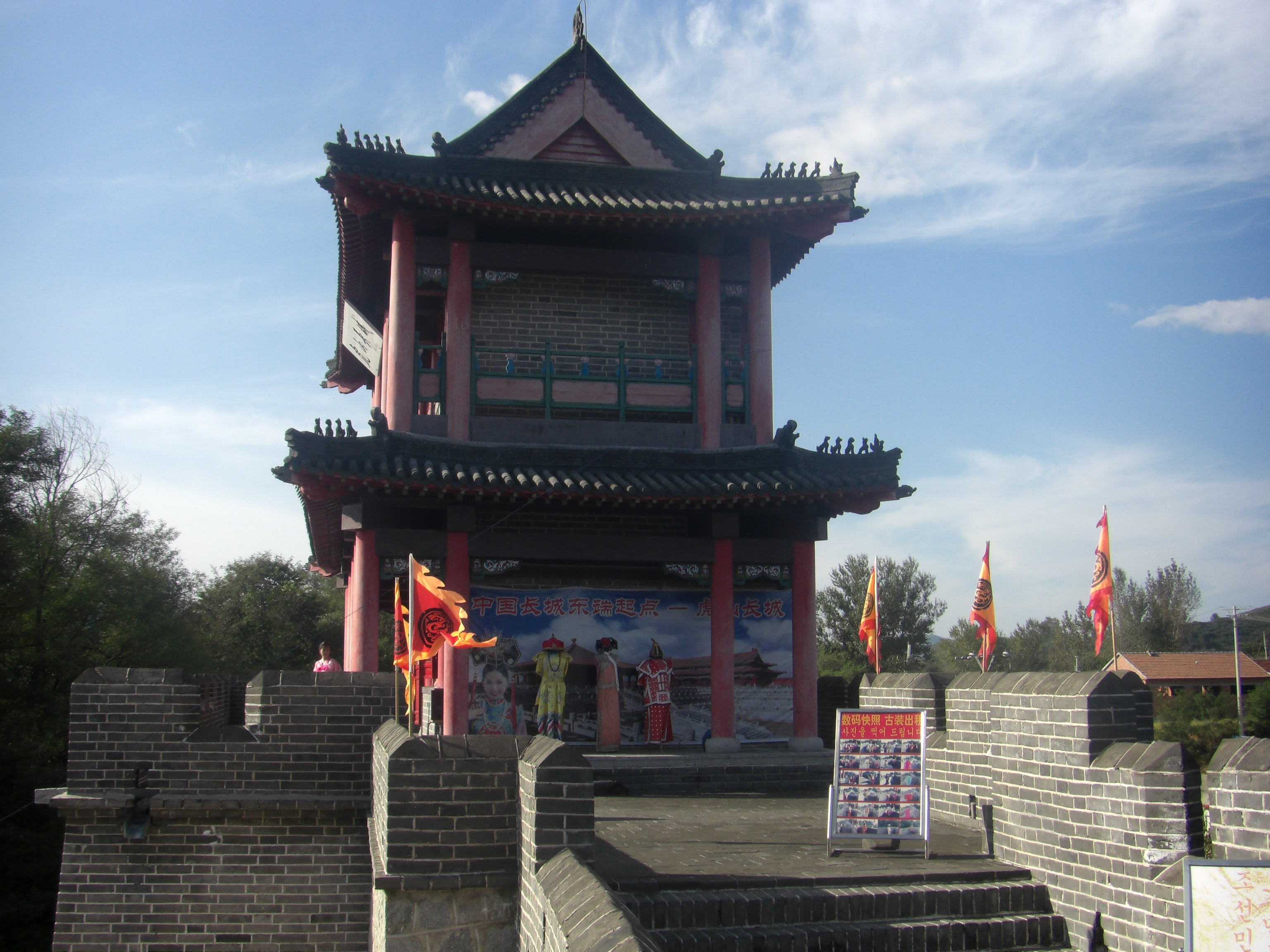
丹東虎山長城

辽东在现代汉语中多指中国东北的辽东半岛，是位于辽宁最南部在大辽河和鸭绿江河口之间的一个半岛，将渤海的辽东湾与黄海的西朝鲜湾分开。而在中国历史上，辽东范围大于辽东半岛，指的是辽泽以东（辽泽是历史上辽河以西、医巫闾山以东曾长期存在的一片大沼泽，大致在现今的新民、辽中、台安、盘山、北镇之间），大概对应现在辽宁省在辽河以东、铁岭开原以南包括千山山脉的地区，是古代汉族地区最东方的组成部分。

## 历史

### 隋唐以前
夏商时代，辽东地区属于冀州地區，西周時辽东從冀州割出，改立幽州。周武王四年，箕子至“则教民以礼义、田蚕、织作”，为辽东带来了中原的文化和先进的生产技术，促进了生产发展及文化融合。
汉族政权多设置辽东郡管辖今中国东北，辽东郡的设置始于戰國時期燕國。燕昭王二十八至三十三年（约公元前284年至公元前279年），燕国派大将秦开却东胡、拒箕子朝鲜，设置辽东郡，同时置襄平县，郡、县治地均在襄平城（今遼陽市老城区），轄今遼寧大凌河以東。
公元前222年，燕国终被秦吞并。秦始皇二十六年（公元前221年），全国分为36郡，辽东郡仍沿袭燕国郡制，郡府设在襄平县。
秦朝灭亡后，一度由項羽的將領韓廣在此建國，稱为辽东国，包括秦朝的辽东郡、辽西郡、右北平郡。

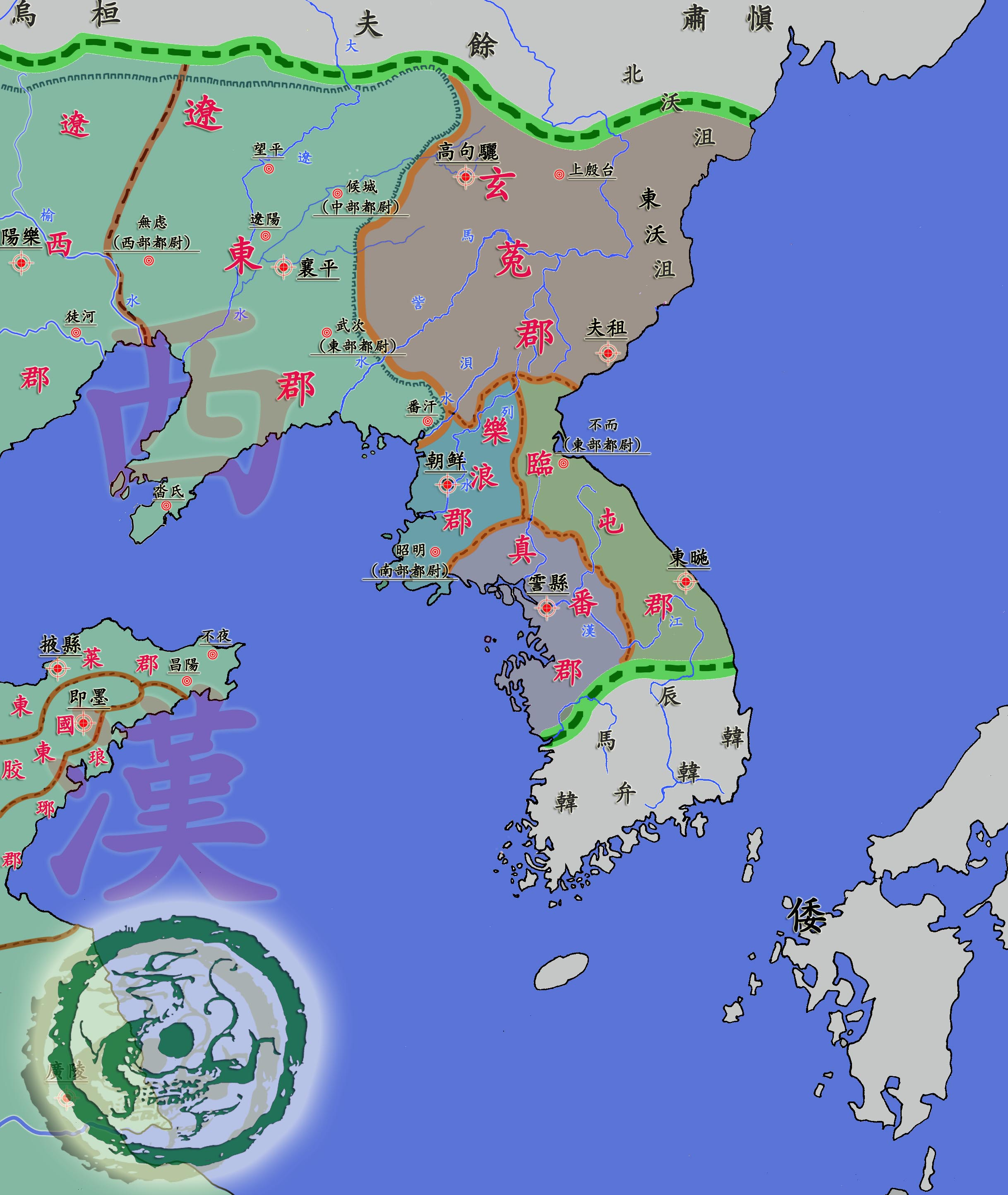
公元前一世紀初东北亚局势

两汉时期沿袭秦制也设置辽东郡管辖辽东地区，但是西汉时东北亚大多数事务由后来被称为汉四郡的乐浪郡，玄菟郡等管辖。如扶余国属于东汉的属国，据后汉书记载，扶余国行政区划本来隶属玄菟郡，汉献帝时，其王求改属辽东郡（后汉书/卷85）。
东汉末年，军阀割据，中原少安，而辽东郡偏居东北，则得以振兴，此时襄平城的规模宏大，很多中原閥閱士人避难于此，城内外居住人口达到30余万人。189年，辽东太守公孙度（襄平人）自立为辽东侯，称平州牧，分辽东郡为辽东、中辽、辽西三郡，辽东郡领襄平、居就、安市等8县。公孙度之孙分公孙渊执政后，自立为燕王，置百官有司，不久称藩于东吴孙权。魏景初二年（238年），司马懿奉命率军討伐公孙渊，同年公孙氏割据政权被消灭，辽东郡并入魏国版图。魏在原公孙氏控制地区设平州（仍治襄平城），辖辽东等5郡。在襄平设东夷校尉，统管高句丽等东夷民族。曹魏时辽东郡辖9县，襄平为首县。后平州合并于幽州。
晋武帝泰始十年（274年），复置平州，辖辽东、玄菟、昌黎3郡。又设护东夷校尉，平州刺史兼护东夷校尉，管理自平州以北至今黑龙江流域东北大陆及朝鲜半岛各民族。晋朝咸宁三年（277年）封司马蕤为辽东王，辽东郡改为辽东国。六年后，复为辽东郡。晋大兴二年（319年）鲜卑族慕容廆建前燕，攻陷辽东郡，占据襄平，并把辽河以东地区划为辽东属国，治所在襄平。前燕时期，平州下辖辽东、辽西等10郡。东晋咸和八年（333年），慕容廆死，子慕容皝袭辽东郡公，后自称燕王。东晋太元五年（380年），前秦灭前燕，辽东归前秦管辖。
公元384年，慕容皝子慕容垂起兵复国，是为后燕。东晋末，北方高句丽族兴起。公元404年（东晋元兴三年）高句丽据有辽东之地，改襄平城为辽东城。襄平一名至此废除。後燕地入高句麗。北燕又喬置遼東郡於今遼寧西部。
北魏太延元年（435年），高句丽高璉派使臣进贡于北魏，北魏拜琏都督辽海诸军事，为辽东郡公，高句丽王。公元492年，魏以高句丽王云都督辽海诸军事，为辽东郡开国公。公元519年高句丽王云卒，以世子安为辽东郡开国公、高句丽王。北周武帝建德六年（577年），封高句丽王阳为辽东郡开国公，辽东王。北齊后廢辽东郡，高句丽短期处于实际独立地位。此时辽东城城廓位置和规模与西汉时期相同。由前燕至南北朝末期近300年间，辽东地区先后由前燕、前秦、北魏、北齐、北周等王朝统治。

### 高句丽時期

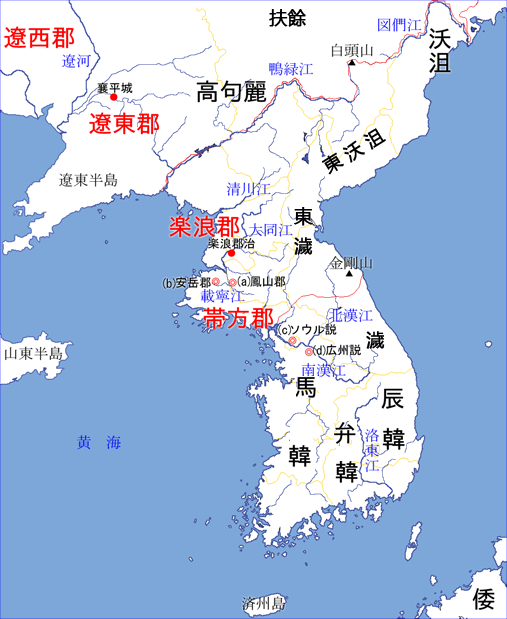
广义的辽东包括朝鮮半岛北部

隋朝的统治者认为“高丽之地，本孤竹国也。周代以之封于箕子，汉世分为三郡，晋世亦统辽东。今乃不臣，别为外域，故先帝疾焉，欲征之久矣”（《隋书·裴矩传》
也有文献表明高句丽人自称为辽东人，辽东也是高句丽国的代称，很多高句丽人的称为“辽东平壤人”、“辽东三韩人”
。

### 唐代時期
唐朝裴矩、温彦博等大臣也提出“辽东之地，周为箕子之国，汉家玄菟郡耳！魏、晋已前，近在提封之内，不可许以不臣”。(卷61) 唐高宗总章元年（668年），唐军攻陷平壤，高句丽灭亡，唐朝在平壤设安东都护府，管辖9个都督府，42个州，100个县。公元676年，安东都护府迁至辽东城。

### 辽金时期
辽开泰（公元1012—1020年）中，辽圣宗伐高丽，以俘户置高州，又以其中三韩遗员置三韩县，属中京道。金属北京路大定府，址在今之内蒙古赤峰市东。

### 元明清时期
元朝时在辽阳设置辽阳行省，管辖今中国东北、外东北、朝鲜半岛东北部以及济州岛等。
明朝时，辽东半岛与山东半岛一起属于山东承宣布政使司，辽东半岛以北设置奴兒干都指揮使司，管辖包括黑龙江和乌苏里江流域在内的土地。
清朝時，为保护满族固有习俗和本民族利益而禁止或限制汉人在东北地區活动，北鎮所在的遼東地區被割出漢地，用柳条边圈起，并禁止漢族移民進入遼東地區長達180餘年而其餘漢族地區則組成漢地十八省。至公元1840年以后，因内忧外患日益严重，清政府不得不对东北开禁。

## 三韩与辽东
三韩一般为古代朝鲜半岛南部的马韩、辰韩、弁韩之总称，后泛指朝鲜。但是在一些汉人史书或者小说笔记中也常指代辽东漢族、朝鮮族等。
在唐朝时一些投靠唐朝的高句丽族或者靺鞨族将领也在历史上被称为「三韩贵种」，如李多祚。辽开泰（公元1012—1020年）中，辽圣宗伐高丽，以俘户置高州，又以其中三韩遗员置三韩县，属中京道。金属北京路大定府，址在今之内蒙古赤峰市东。顾炎武《日知录·外国·三韩》条谓：“今人谓辽东为三韩者，……原其故，本于天启初失辽阳以后，奏章之文遂有谓辽人为三韩者，外之也。今江人乃以之自称，夫亦自外也矣。”
“古营州”人，“三韩人”在辽金以后的中国东北文人笔下乃指辽东。清以来，常以“三韩”作辽东之代称。如曹寅祖籍辽阳，韩炎《有怀堂文稿》卷六《织造曹使君寿序》谓“以余所见，三韩曹使君子清，乃诚善读书者”，可为例证。